# Karamuck
Karamuck es una ciudad censal situada en el distrito de Thrissur en el estado de Kerala (India). Su población es de 15129 habitantes (2011). Se encuentra a 15 km de Thrissur.

## Demografía
Según el censo de 2011 la población de Karamuck era de 15129 habitantes, de los cuales 7055 eran hombres y 8074 eran mujeres. Karamuck tiene una tasa media de alfabetización del 97,23%, superior a la media estatal del 94%: la alfabetización masculina es del 98,24%, y la alfabetización femenina del 96,37%.